# Liste der Biografien/Barte
Liste der Biografien |
Portal Biografien |
Personensuche
# |
A |
B |
C |
D |
E |
F |
G |
H |
I |
J |
K |
L |
M |
N |
O |
P |
Q |
R |
S |
T |
U |
V |
W |
X |
Y |
Z |
?
 
Ba |
Be |
Bd |
Bg |
Bh |
Bi |
Bj |
Bl |
Bm |
Bn |
Bo |
Br |
Bs |
Bu |
Bw |
By |
Bz
 
Baa |
Bab |
Bac |
Bad |
Bae |
Baf |
Bag |
Bah |
Bai |
Baj |
Bak |
Bal |
Bam |
Ban |
Bao |
Bap |
Baq |
Bar |
Bas |
Bat |
Bau |
Bav |
Baw |
Bax–Baz
 
Bara |
Barb |
Barc |
Bard |
Bare |
Barf |
Barg |
Barh |
Bari |
Barj |
Bark |
Barl |
Barm |
Barn |
Baro |
Barp |
Barq |
Barr |
Bars |
Bart |
Baru |
Barv |
Barw |
Bary |
Barz
 
Barta |
Bartb |
Bartc |
Bartd |
Barte |
Bartf |
Barth |
Barti |
Bartk |
Bartl |
Bartm |
Bartn |
Barto |
Bartr |
Barts |
Bartt |
Bartu |
Bartv |
Barty |
Bartz
Die Liste der Biografien führt alle Personen auf, die in der deutschsprachigen Wikipedia einen Artikel haben. Dieses ist eine Teilliste mit 229 Einträgen von Personen, deren Namen mit den Buchstaben „Barte“ beginnt.

## Barte
- Barte, Hilary (* 1988), US-amerikanische Tennisspielerin

### Bartec
- Bartečko, Ľuboš (* 1976), slowakischer Eishockeyspieler

### Bartek
- Bartek, Eliška (* 1950), tschechische Künstlerin, Fotografin und Autorin
- Bartek, Martin (* 1980), slowakischer Eishockeyspieler
- Bártek, Mojmír (* 1942), tschechischer Jazzposaunist und Komponist
- Bartek, Rafał (* 1977), Politiker der Deutschen Minderheit in Polen
- Bártek, Tomáš (* 1958), tschechischer Handballspieler und -trainer
- Barteková, Danka (* 1984), slowakische Sportschützin

### Bartel
- Bartel, Beate (* 1957), deutsche MusikerinBeate Bartel (* 1957)

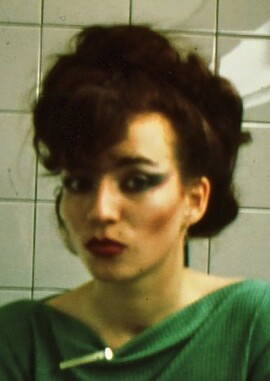
Beate Bartel (* 1957)

- Bartel, Christian (* 1958), österreichischer Bildhauer und Hochschullehrer
- Bartel, Christian (* 1975), deutscher Schriftsteller und Kolumnist
- Bartel, Cori (* 1971), kanadische Curlerin
- Bartel, David, US-amerikanischer Molekularbiologe am Massachusetts Institute of Technology
- Bartel, Dieter (* 1951), deutscher Fußballspieler
- Bartel, Elmar (* 1953), deutscher Nachrichtensprecher, Entertainer, Autor und Hörbuch-Produzent
- Bartel, Friedrich (* 1877), deutscher Ingenieur
- Bartel, Günther (1833–1911), deutscher Pianist, Cellist und Komponist
- Bartel, Hans (1886–1956), deutsch-tschechoslowakischer Politiker (DCSVP, CSU)
- Bartel, Hans (1901–1979), deutscher Ingenieur und Flottillenadmiral der Bundesmarine
- Bartel, Hans (1918–1970), deutscher Politiker (SPD), MdL, Architekt
- Bartel, Hans-Christian (1932–2014), deutscher Komponist und Bratschist
- Bartel, Hans-Dieter (* 1937), deutscher Maler und Grafiker
- Bartel, Horst (1928–1984), deutscher Historiker und Hochschullehrer in der DDR
- Bartel, Jörg (1957–2015), deutscher Journalist
- Bartel, Juliane (1945–1998), deutsche Moderatorin
- Bartel, Karl (* 1936), deutscher Motorbootrennfahrer
- Bartel, Kazimierz (1882–1941), polnischer Politiker, Mitglied des Sejm, Ministerpräsident Polens sowie Rektor der TU Lemberg
- Bartel, Kurt (1928–2023), deutscher Maler und Vertreter des Informel
- Bartel, Louisa (* 1965), deutsche Juristin, Richterin am Bundesgerichtshof
- Bartel, Mateusz (* 1985), polnischer Schachmeister
- Bartel, Max (1879–1914), deutscher Insektenhändler und Entomologe
- Bartel, Michael (1959–2019), deutscher Dialogbuchautor, Synchronregisseur, Musiker und Filmproduzent
- Bartel, Michaela Eva (* 1970), österreichische Politikerin (ÖVP), Landtagsabgeordnete
- Bartel, Mike (1962–2017), deutscher Journalist und Schriftsteller
- Bartel, Paul (1938–2000), US-amerikanischer Filmregisseur, Drehbuchautor und Schauspieler
- Bartel, Rainer (* 1952), deutscher Publizist
- Bartel, Rainer (* 1957), österreichischer Ökonom und Dozent für Volkswirtschaft
- Bartel, Reinhold (1926–1996), deutscher Opernsänger (Tenor)
- Bartel, Thomas (* 1963), deutscher Maler und Lichtkünstler
- Bartel, Ulli (* 1959), deutscher Jazzmusiker (Geige, auch Mandoline)
- Bartel, Walter (1904–1992), deutscher HistorikerWalter Bartel (1904–1992)

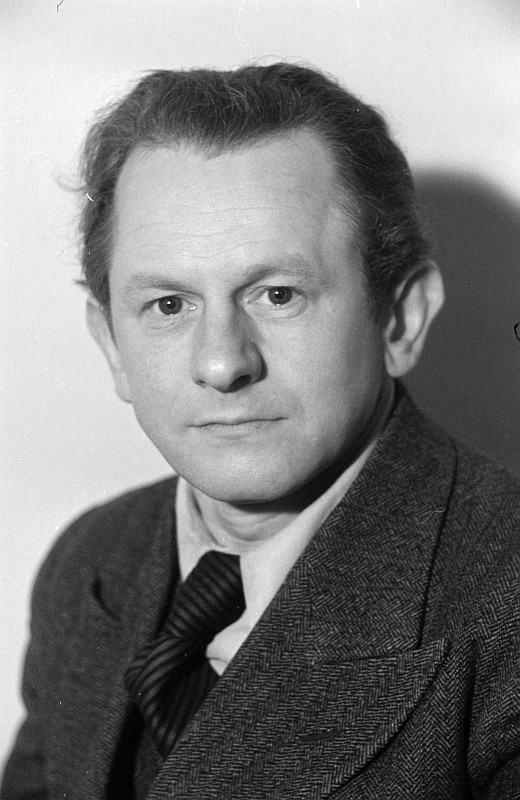
Walter Bartel (1904–1992)

- Bartel, Wilhelm (1821–1880), deutscher Richter und Parlamentarier
- Barteld, Adam (1876–1963), deutscher Postbeamter und Politiker (DDP, DStP), MdL
- Bartelheim, Martin (* 1964), deutscher Prähistoriker
- Bartelheimer, Heinrich (1908–1985), deutscher Internist und Hochschullehrer
- Bartelink, Bernard (1929–2014), niederländischer Organist, Komponist und Hochschullehrer
- Bartell, Fred (1960–2003), deutscher Eishockeyspieler
- Bartelloni, Beatrice (* 1993), italienische Radrennfahrerin
- Bartelmann, Matthias (* 1965), deutscher Physiker
- Bartelmann, Petra (* 1962), deutsche Fußballspielerin
- Bartelmann, Wilhelm (1845–1930), deutscher Korbmacher und Erfinder
- Bartelmus, Johann Traugott (1735–1809), lutherischer Theologe und Superintendent von Mähren, Schlesien und Galizien
- Bartelmus, Rüdiger (* 1944), deutscher evangelisch-lutherischer Theologe
- Bartelmuss, Klaus (* 1960), österreichischer Industrieller und Musikmanager
- Bartels, Adolf (1862–1945), deutscher Dichter, Schriftsteller und AntisemitAdolf Bartels (1862–1945)

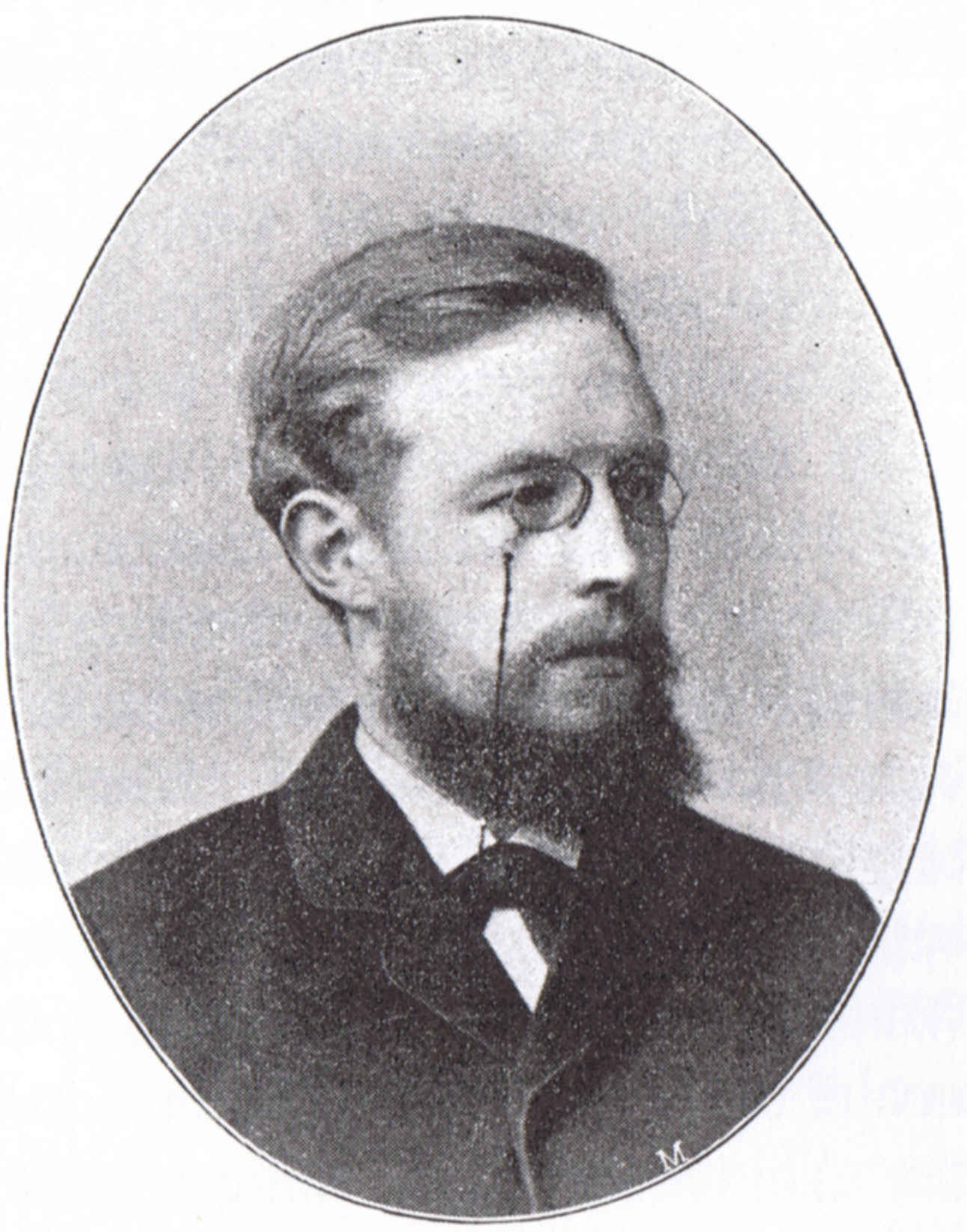
Adolf Bartels (1862–1945)

- Bartels, Adolf Georg (1904–1978), deutscher Lyriker
- Bartels, Aloysius (1915–2002), niederländischer Politiker der Katholieke Volkspartij (KVP)
- Bärtels, Andreas (1930–2021), deutscher Dendrologe
- Bartels, Andreas (* 1953), deutscher Philosoph
- Bartels, Arthur (1856–1937), preußischer Verwaltungsjurist und Landrat
- Bartels, Arthur (1874–1925), deutscher Maler der Düsseldorfer Schule
- Bartels, Arthur (* 1971), deutscher Mathematiker
- Bartels, August Christian (1749–1826), deutscher evangelischer Theologe
- Bartels, Bernd (1950–2023), deutscher Fußballspieler
- Bartels, Busso (1880–1944), deutscher Verwaltungsjurist und Gutsbesitzer
- Bartels, Carl Bernard (1866–1955), deutscher Bildhauer
- Bartels, Christian (* 1968), deutscher Medienjournalist
- Bartels, Christoph (1949–2024), deutscher Montanhistoriker
- Bartels, Christoph Martin (1936–2020), evangelischer Theologe, Pastor und Erwachsenenbildner
- Bartels, Claus (* 1936), deutscher Leichtathlet
- Bartels, Conrad Ernst, deutscher Stück- und Geschützgießer
- Bartels, Daniel (1818–1889), deutscher Schriftsteller
- Bartels, David von (* 1790), bayrischer Kommerzienrat und Generalkonsul von Köln
- Bartels, Diedrich (1633–1689), deutscher Kaufmann, Lübecker Ratsherr
- Bartels, Diedrich von (1701–1763), deutscher Kaufmann, Ratsherr der Hansestadt Lübeck und Gutsbesitzer
- Bartels, Dieter (1955–2020), deutscher Lehrer für Clown und Schauspiel
- Bartels, Dietrich (1931–1983), deutscher Geograph
- Bartels, Domenic (* 1990), deutscher Eishockeytorwart
- Bartels, Dominik (* 1973), deutscher Slam-Poet, Autor und Verleger
- Bartels, Eckhart (* 1947), deutscher Journalist und Automobil-Sachbuchautor
- Bartels, Eduard (1872–1928), deutscher Reichsgerichtsrat
- Bartels, Elise (1862–1940), deutsche Frauenrechtlerin und Bürgerschaftsabgeordnete in Lübeck
- Bartels, Elise (1880–1925), deutsche Politikerin (SPD), MdR
- Bartels, Elke (* 1956), deutsche Juristin
- Bartels, Emil (1872–1934), deutscher Finanzbeamter, Bankmanager und zweiter Präsident des Deutschen Tennis Bundes
- Bartels, Erich (1891–1961), deutscher Schauspieler
- Bartels, Ernst Daniel August (1778–1838), deutscher Mediziner
- Bartels, Ernst Dietrich (1679–1762), deutscher Bildhauer
- Bartels, F.-Dieter (1920–2010), deutscher Filmarchitekt
- Bartels, Felix (* 1978), deutscher Herausgeber, Literaturforscher, Autor und Lektor
- Bartels, Fin (* 1987), deutscher FußballspielerFin Bartels (* 1987)

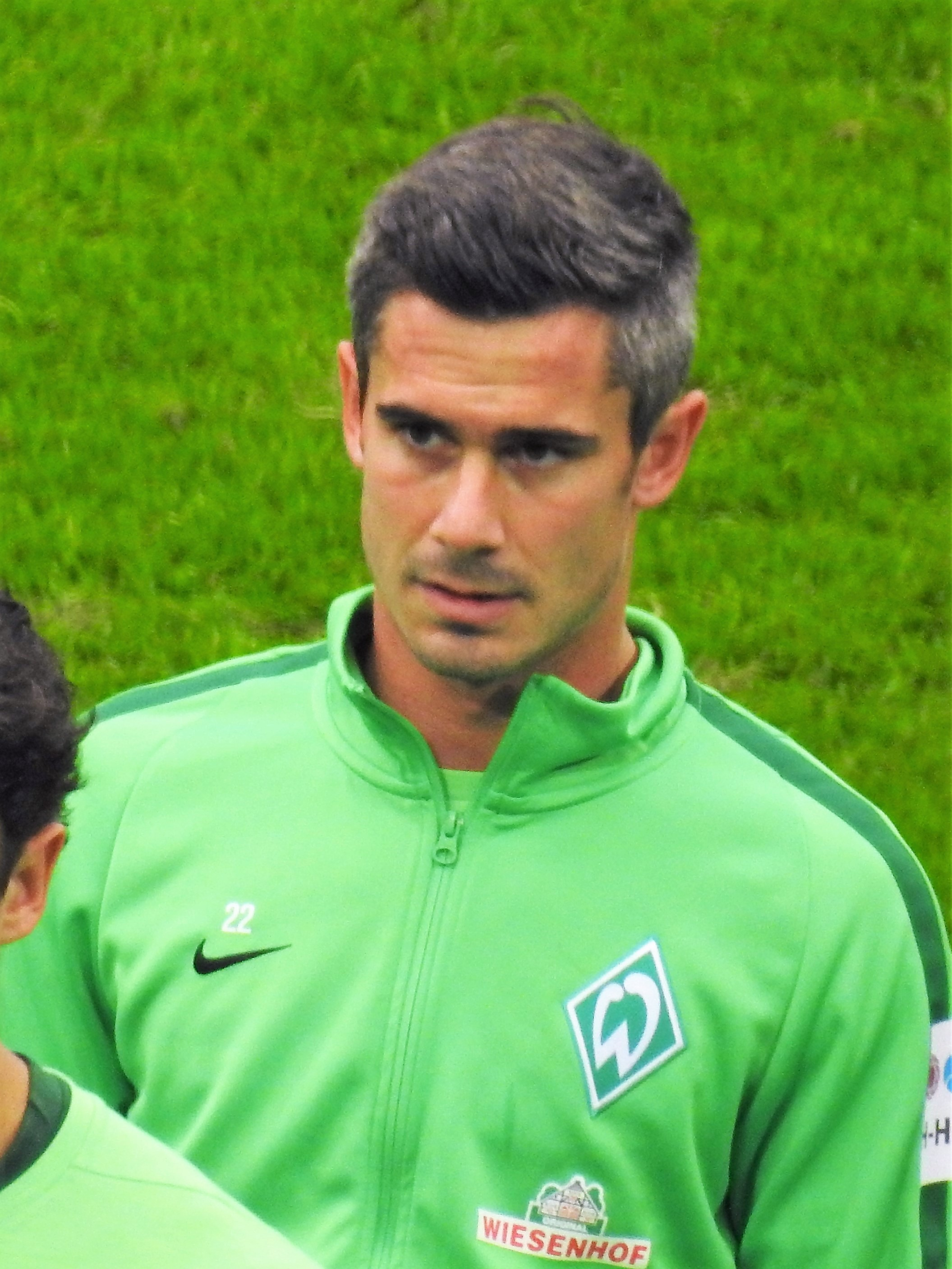
Fin Bartels (* 1987)

- Bartels, Francis Lodowic (1910–2010), ghanaischer Diplomat
- Bartels, Franz Jan (1894–1947), deutscher Maler und Grafiker
- Bartels, Friedrich (1871–1931), deutscher Gewerkschafter und Politiker (SPD), MdHB
- Bartels, Friedrich (1877–1928), deutscher Schriftsteller und Dichter
- Bartels, Friedrich (1892–1968), deutscher Arzt, stellvertretender Reichsärzteführer und SA-Brigadeführer
- Bartels, Friedrich (1903–1973), deutscher lutherischer Theologe und Geistlicher Vizepräsident des Landeskirchenamts in Hannover
- Bärtels, Gabriele (* 1959), deutsche Autorin und Journalistin
- Bartels, Georg (1843–1912), deutscher Architekturfotograf
- Bartels, Gerhard (* 1949), deutscher Politiker (SED, PDS und Die Linke)
- Bartels, Gottfried (1866–1945), deutscher Jurist, Konsistorialpräsident in Münster (1925–1933)
- Bartels, Günther (1906–1983), deutscher Motorradrennfahrer
- Bartels, Hank (1931–2022), US-amerikanischer Jazzmusiker (Kontrabass, Tubs, Klarinette)
- Bartels, Hans (1910–1945), deutscher Marineoffizier, zuletzt Korvettenkapitän im Zweiten Weltkrieg und Träger des Ritterkreuzes des Eisernen Kreuzes
- Bartels, Hans von (1856–1913), deutscher Maler
- Bartels, Hans-Peter (* 1961), deutscher Politiker (SPD), MdBHans-Peter Bartels (* 1961)

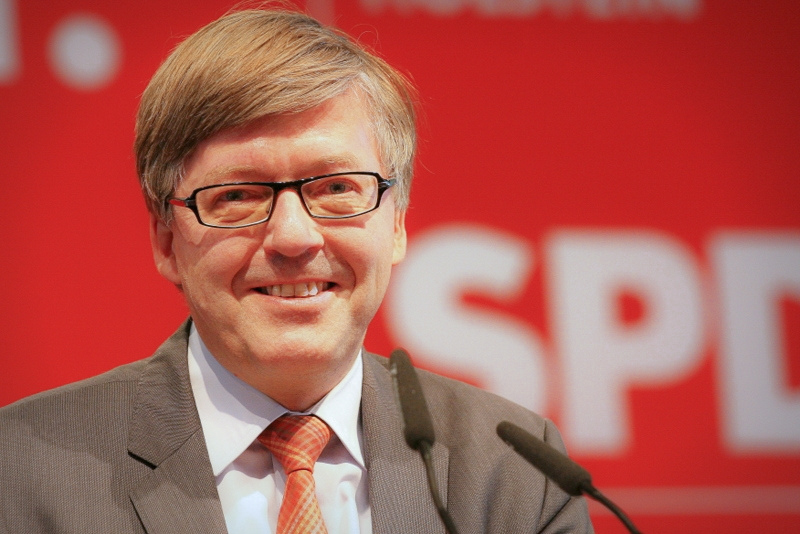
Hans-Peter Bartels (* 1961)

- Bartels, Hauke (* 1966), deutscher Sprachwissenschaftler
- Bartels, Heinrich (1924–1969), deutscher Klassischer Archäologe
- Bartels, Heinrich Remigius (1880–1958), deutscher Rittergutsbesitzer und Parlamentarier
- Bartels, Helmut (1910–1980), deutscher Tierarzt und Hochschullehrer
- Bartels, Helmut (1934–2016), deutscher Kinderheilkundler und Hochschullehrer
- Bartels, Hermann (1559–1635), Bürgermeister von Hannover
- Bartels, Hermann (1900–1989), deutscher Architekt
- Bartels, Hermann (1928–1989), deutscher Maler und Objektkünstler
- Bartels, Herwig (1934–2003), deutscher Diplomat
- Bartels, Hildegard (1914–2008), deutsche Präsidentin des Statistischen Bundesamtes
- Bartels, Horst (* 1941), deutscher Glasdesigner
- Bartels, Hugo Constantin (1899–1956), deutscher Architekt der Moderne
- Bartels, Jan-Christoph (* 1999), deutscher Fußballtorhüter
- Bartels, Jayden (* 2004), US-amerikanische Influencerin und Schauspielerin
- Bartels, Johann August (1723–1805), deutscher Maler und Hof-Vergolder
- Bartels, Johann Carl Wilhelm, preußischer Beamter
- Bartels, Johann Christian Martin (1769–1836), deutscher Mathematiker
- Bartels, Johann Heinrich (1761–1850), deutscher Gelehrter und Bürgermeister von Hamburg
- Bartels, Johann Heinrich, deutscher Glockengießer
- Bartels, John Ries (1897–1997), US-amerikanischer Jurist
- Bartels, Julius (1899–1964), deutscher Geophysiker und Hochschullehrer
- Bartels, Karl Heinrich Christian (1822–1878), deutscher Arzt und Hochschullehrer
- Bartels, Karl Heinz (1937–2016), deutscher Apotheker und Pharmaziehistoriker
- Bartels, Klaus (1936–2020), deutscher Altphilologe
- Bartels, Klaus (* 1943), deutscher Germanist
- Bartels, Klaus (* 1963), deutscher Rechtswissenschaftler
- Bartels, Knud (* 1952), dänischer General, Befehlshaber der dänischen Streitkräfte, Vorsitzender des NATO-Militärausschusses
- Bartels, Kurt (1937–2013), deutscher Handballspieler und Handballtrainer
- Bartels, Kurt (* 1940), deutscher Genealoge und Autor
- Bartels, Kwamina (* 1947), ghanaischer Politiker, Minister für Inneres in Ghana
- Bartels, Ludwig (1846–1907), preußischer Landrat
- Bartels, Ludwig (1876–1944), deutscher Lithograf, Redakteur und Politiker (Regierungspräsident)
- Bartels, Ludwig (* 1884), deutscher Regierungsrat, kommissarischer Oberbürgermeister und Oberbürgermeister von Harburg-Wilhelmsburg (1933–1937)
- Bartels, Max Eduard Gottlieb (1871–1934), deutsch-niederländischer Ornithologe
- Bartels, Max junior (1902–1943), deutsch-niederländischer Zoologe
- Bartels, Maximilian (1843–1904), deutscher Arzt und Ethnologe
- Bartels, Michael (* 1968), deutscher RennfahrerMichael Bartels (* 1968)

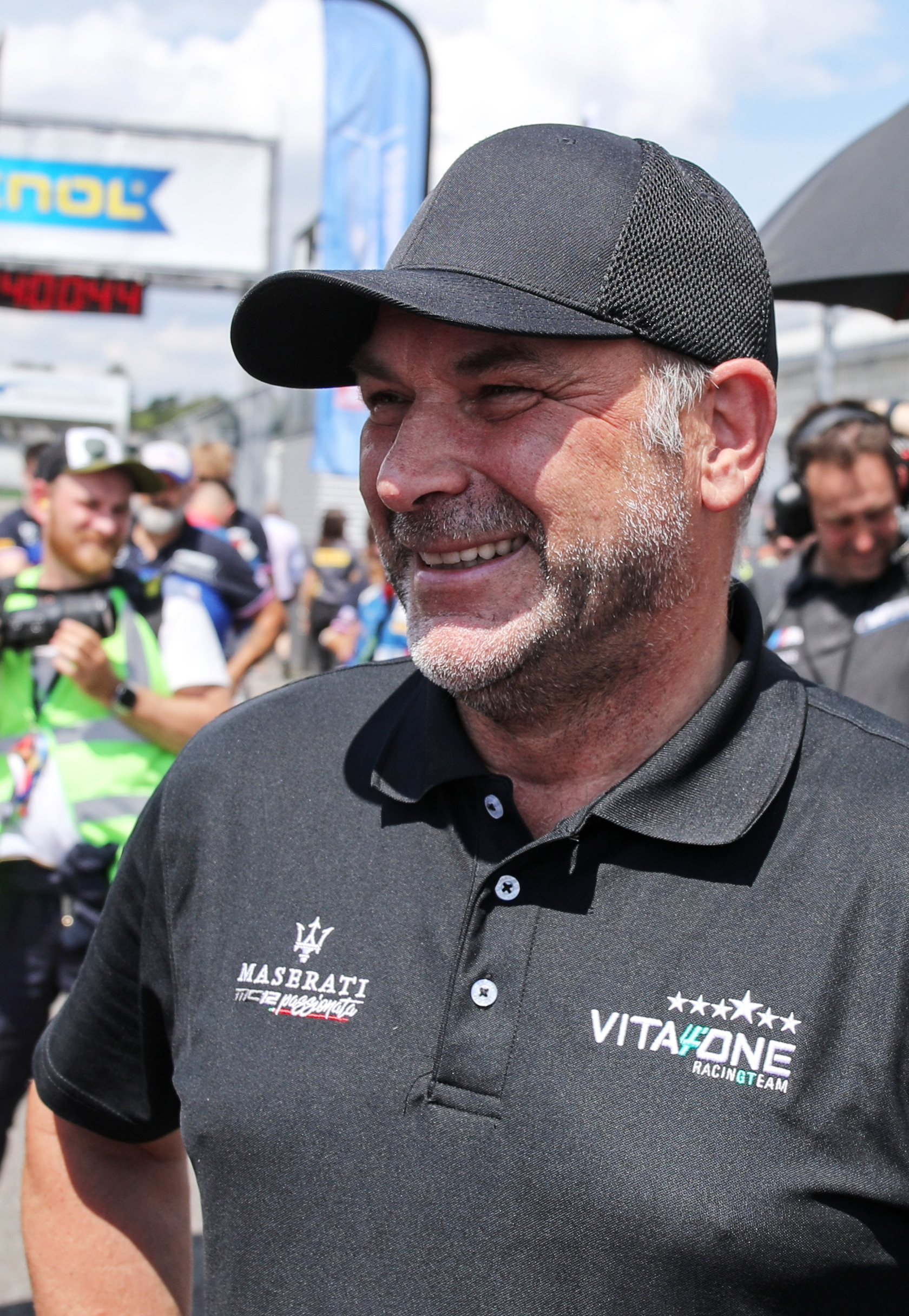
Michael Bartels (* 1968)

- Bartels, Michael (* 1975), deutscher Politiker (CDU), MdBB
- Bartels, Nicola (* 1969), deutsche Verlegerin und Verlagslektorin
- Bartels, Olaf (* 1940), deutscher Mediziner
- Bartels, Olaf (* 1959), deutscher Architekturhistoriker und Architekturkritiker
- Bartels, Otto (1874–1958), deutscher Maler und Bildhauer
- Bartels, Paul (1874–1914), deutscher Anatom
- Bartels, Peter (* 1941), australischer Radrennfahrer
- Bartels, Peter (* 1943), deutscher Journalist
- Bartels, Petrus Georg (1832–1907), deutscher reformierter Theologe, Konsistorialrat und Generalsuperintendent von Aurich
- Bartels, Ralf (* 1978), deutscher Kugelstoßer
- Bartels, Rudolf (1871–1946), deutscher Seeoffizier, zuletzt Konteradmiral der Reichsmarine
- Bartels, Rudolf (1872–1943), deutscher Maler
- Bartels, Rudolf (1878–1948), deutscher Politiker, Bürgermeister von Osterath
- Bartels, Tim (* 1967), deutscher Biologe
- Bartels, Timur (* 1995), deutscher Schauspieler, Synchronsprecher und Sänger
- Bartels, Tjark (* 1969), deutscher Politiker (SPD) und ehemaliger Landrat des Landkreises Hameln-Pyrmont
- Bartels, Tom (* 1965), deutscher Moderator und SportreporterTom Bartels (* 1965)

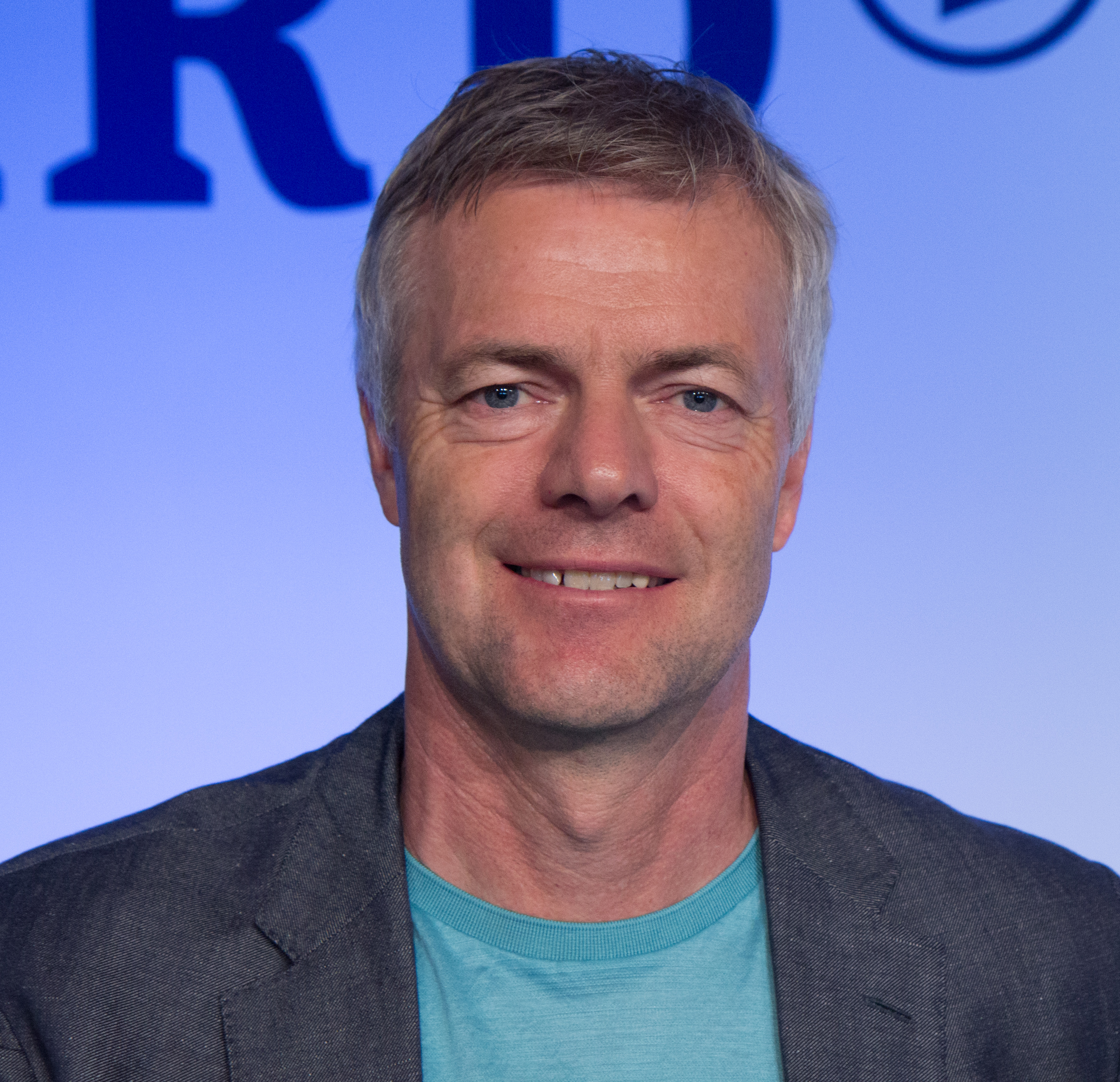
Tom Bartels (* 1965)

- Bartels, Tom (* 1988), deutscher Schauspieler
- Bartels, Uwe (* 1946), deutscher Politiker (SPD), MdL
- Bartels, Wanda von (1861–1921), deutsche Schriftstellerin
- Bartels, Wera von (1886–1922), deutsche Zeichnerin und Bildhauerin
- Bartels, Werner (1930–2004), deutscher Industriemanager
- Bartels, Werner (1939–2022), deutscher Handballspieler
- Bartels, Willi (1914–2007), deutscher Unternehmer, „König von St. Pauli“
- Bartels, Willi (1927–2005), deutscher Automobilrennfahrer
- Bartels, Wolfgang (1890–1971), deutscher Politiker (SPD, USPD, VKPD), MdR und Journalist, Reichstagsabgeordneter
- Bartels, Wolfgang (1903–1975), deutscher Politiker (CDU), MdB
- Bartels, Wolfgang (1940–2007), deutscher Skirennläufer
- Bartels, Wolfgang von (1883–1938), deutscher Pianist, Komponist und MusikkritikerWolfgang von Bartels (1883–1938)

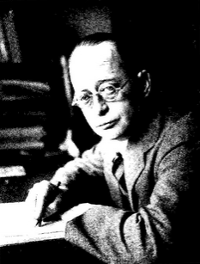
Wolfgang von Bartels (1883–1938)

- Bartelsen, Heinrich (1806–1866), deutscher Kapitän
- Bartelsen, Willy (1929–2001), deutscher Kriminalbeamter und Schauspieler
- Bartelsheim, Sabine (* 1965), deutsche Kunsthistorikerin
- Bartelski, Konrad (* 1954), britischer Skirennläufer
- Bartelski, Lesław (1920–2006), polnischer Schriftsteller, Publizist und Literaturkritiker
- Bartelsmeyer, Amos (* 1994), US-amerikanisch-deutscher Mittelstreckenläufer
- Bartelt, August (1863–1947), deutscher Lehrer, Schulleiter, Organist und Heimatforscher der Stadt Ueckermünde
- Bartelt, Axel (* 1956), deutscher Verwaltungsbeamter
- Bartelt, Christian (1931–2020), deutscher Politiker (CDU), MdL
- Bartelt, Christian (* 1976), deutscher Politiker (FDP), MdB
- Bartelt, Dieter (* 1934), deutscher Politiker (SED), Abgeordneter der Volkskammer
- Bartelt, Emil (1870–1947), deutscher Verwaltungsjurist und Oberbürgermeister von Wilhelmshaven
- Bartelt, Franz (* 1949), französischer Dichter
- Bartelt, Konrad (1880–1954), deutscher Chemiker
- Bartelt, Marcus (* 1969), deutscher Saxophonist, Komponist und Arrangeur
- Bartelt, Ralf-Norbert (* 1956), deutscher Politiker (CDU), MdLRalf-Norbert Bartelt (* 1956)

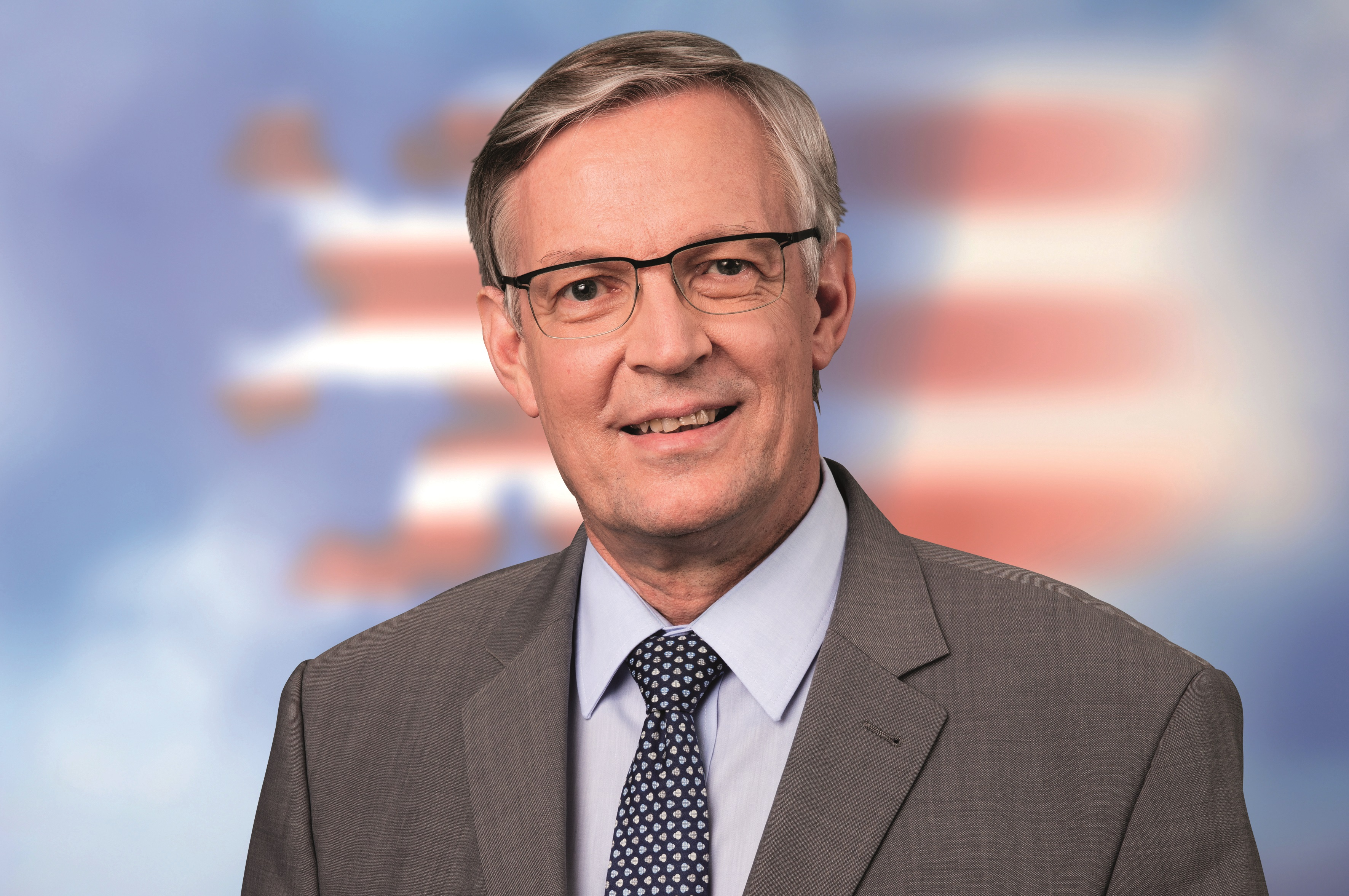
Ralf-Norbert Bartelt (* 1956)

- Bartelt, Suzy (* 1981), deutsche Musikerin
- Bartelt, Ute, deutsche prähistorische Archäologin

### Barten
- Barten, Ernst (1879–1974), deutscher Unternehmer und Wehrwirtschaftsführer
- Barten, Ernst (1901–1945), deutscher Jurist, Notar, Rechtsanwalt, Bürgermeister von Bad Doberan, kommissarischer Oberbürgermeister von Schwerin
- Barten, Fredy (1891–1972), deutscher Film- und Fernsehschauspieler
- Barten, Heinz-Malte (1944–2022), deutscher Pathologe
- Barten, Herbert (* 1928), US-amerikanischer Mittelstreckenläufer
- Barten, Mike (* 1973), deutscher Fußballspieler und -trainer
- Bartenbach, Christian (1930–2025), österreichischer Beleuchtungstechniker und Unternehmer
- Bartenbach, Karl (1881–1949), deutscher Vizeadmiral
- Bartenbach, Werner (* 1952), deutscher Fußballspieler
- Bartenew, Pjotr Iwanowitsch (1829–1912), russischer Historiker, Philologe und Bibliograph
- Bartenieff, George (1933–2022), deutsch-amerikanischer Schauspieler und Theaterproduzent
- Bartenieff, Irmgard (1900–1981), deutsche Tänzerin, Choreografin und Tanztherapeutin
- Bartenjew, Leonid (* 1933), sowjetischer Leichtathlet
- Bartens, Angela (* 1970), Linguistin und Hochschullehrerin an der Universität Turku
- Bartens, Hans-Hermann (* 1945), deutscher Finnougrist
- Bartens, Werner (* 1966), deutscher Arzt, Historiker, Wissenschaftsjournalist und SachbuchautorWerner Bartens (* 1966)

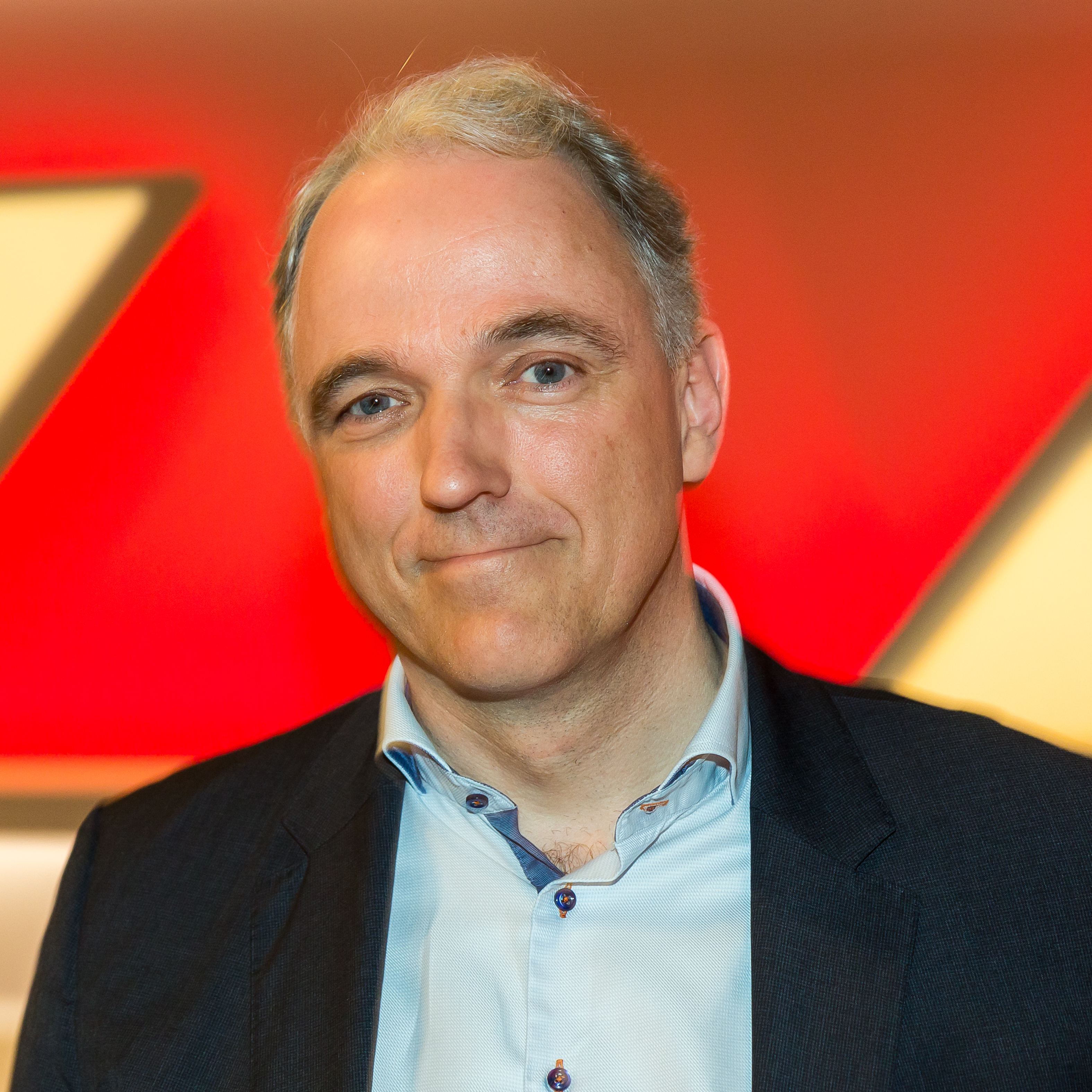
Werner Bartens (* 1966)

- Bartenschlager, Ralf (* 1958), deutscher Virologe und Professor an der Universität Heidelberg
- Bartensleben, Anna Adelheit Catharina von (1699–1756), Reichsgräfin
- Bartensleben, Burchard von, Persönlichkeit des Adelsgeschlechts derer von Bartensleben
- Bartensleben, Gebhard Werner von (1675–1742), Adliger, Schatzrat von Braunschweig
- Bartensleben, Günther von (1405–1453), Persönlichkeit des Adelsgeschlechts derer von Bartensleben
- Bartensleben, Hans von (1512–1583), Persönlichkeit des Adelsgeschlechts derer von Bartensleben
- Bartenstein, Helmut (1914–2010), deutscher Mikropaläontologe
- Bartenstein, Johann Christoph von (1689–1767), österreichischer Staatsmann und Diplomat
- Bartenstein, Lorenz Adam (1711–1796), deutscher evangelischer Geistlicher, Gymnasiallehrer und Schulleiter
- Bartenstein, Martin (* 1953), österreichischer Unternehmer und Politiker (ÖVP), Abgeordneter zum NationalratMartin Bartenstein (* 1953)

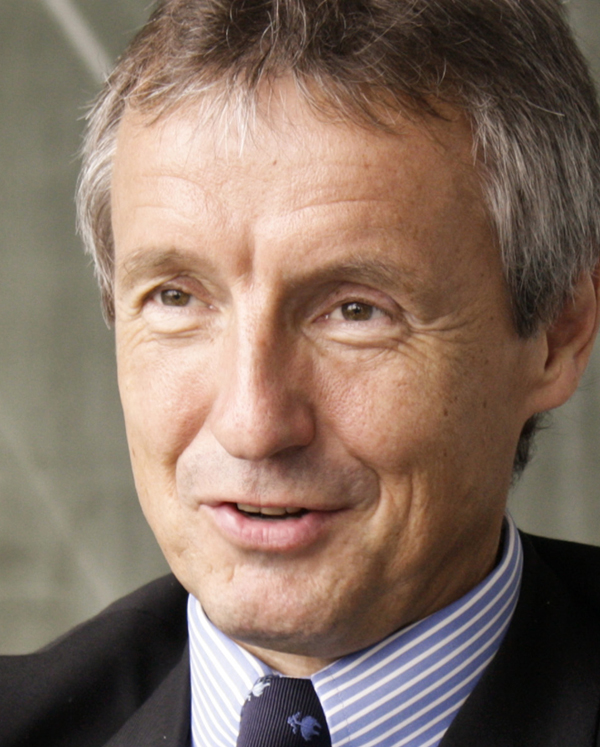
Martin Bartenstein (* 1953)

- Bartenstein, Peter (* 1959), deutscher Nuklearmediziner und Hochschullehrer
- Bartenstein, Reinhold (* 1880), deutscher Konsul
- Bartenwerfer, Hansgeorg (1924–2005), deutscher Psychologe
- Bartenwerffer, Gustav von (1872–1947), deutscher Offizier und Politiker (DNVP), MdR
- Bartenwerffer, Paul von (1867–1928), preußischer Generalmajor im Ersten Weltkrieg

### Barter
- Barter, Joan (1648–1706), katalanischer Komponist, Organist und Kapellmeister
- Barter, Johann (1558–1617), deutscher Rechtswissenschaftler

### Bartes
- Bartesaghi, Luigi (1932–2022), kanadischer Radrennfahrer
- Bartesch, Rainer (* 1964), deutscher Filmkomponist

### Bartet
- Bartet, Jean (1862–1943), französischer Opernsänger (Bariton)
- Bartetzki, Andre (* 1962), deutscher Komponist, Tonmeister, Medienkünstler und Programmierer
- Bartetzko, Dieter (1949–2015), deutscher Journalist und Architekturkritiker
- Bartetzky, Arnold (* 1965), Kunsthistoriker und freier Journalist